# Still Life (jeu vidéo)
Pour les articles homonymes, voir Still Life.
Still Life est un jeu vidéo d'aventure développé et édité par Microïds, édité par MC2 France sorti en avril 2005 sur PC et Xbox. Il s'agit de la suite du jeu Post mortem. La suite Still Life 2 est sortie le 12 mai 2009.

## Scénario
L'histoire se déroule sur deux époques, et met en scène à Prague dans les années 1920, un détective privé dénommé Gustav McPherson (« Gus ») et parallèlement, en 2005, un agent spécial du FBI, Victoria McPherson, sa petite fille, qui vit à Chicago, Illinois. Victoria, se replongeant dans le passé de son grand-père, trouve des similitudes entre une enquête menée par Gus à Prague et des meurtres horribles commis actuellement par un tueur en série, plus de 70 ans plus tard.
Un thème majeur du jeu est l'art pictural, particulièrement la technique de nature morte (still life en anglais) dont est tiré le nom du jeu.
Le meurtrier apparaît dans le jeu aux deux époques, vêtu d'une cape noire et d'un masque blanc en argent. L'identité du tueur en série n'est jamais dévoilée, et même après l'affrontement final son corps n'est pas retrouvé par la police de Chicago (Vic finira par découvrir l'auteur des crimes dans Still Life 2).
À l'époque de Gustav, son enquête mène vers un artiste dénommé Mark Ackermann, fils d'un ambassadeur américain. Gus sera convaincu de la culpabilité de Mark lorsqu'il assistera au meurtre de sa fiancée Ida sous ses yeux, scène immortalisé dans une peinture, que Victoria retrouvera dans un musée.

## Système de jeu
Le jeu est un point and click qui peut se jouer entièrement à la souris. L'aventure est linéaire, le joueur doit récolter des indices, des informations et des objets pour avancer dans le scénario. Dans Still Life, le joueur devra parfois résoudre des énigmes et/ou mini-jeux inclus dans l'histoire.
Dans la grande série des point and click classique, il est impossible de rester bloqué à cause d'une action effectuée précédemment. Le jeu peut être sauvegardé à tout moment.

## Accueil
- Adventure Gamers : 4,5/5[2]